# Buddha Sounds
Buddha Sounds es una banda de chill out creada por el productor argentino Alex Seoan en el 2002.
Sus integrantes son: Alex Seoan (guitarra, teclados, samplers y voz); Maia Krasnaia (voz y violín); J. Fernández (batería); Anubis Rha (bajo), Kantik (bailarina y voz), Shankari (bailarina y voz), Ahy'o (voz) y Yana (voz).
Hasta el momento, Buddha Sounds ha lanzado 6 álbumes de estudio en Argentina, mediante el sello Music Brokers, y a través de Warner Music en España.
Algunos temas de Buddha Sounds han aparecido en bandas sonoras. En 2010, "Odna", del cuarto álbum de Buddha Sounds, Inner, aparece en la película Sex and the city 2, la última entrega cinematográfica de la exitosa serie de HBO. El mismo año, "Xanadu", de Buddha Sounds II, aparece en la coproducción americana/israelí After the Cup: Sons of Sakhnin United.
Buddha Sounds ha realizado conciertos en Ecuador, Perú, Venezuela y Argentina.

## Discografía

### Buddha Sounds I (2002)
1. The Search Is Over [Original Edit] - Eli Kazah
2. Aldalá [Andaluz Mix] - Amira Alaf
3. You Are the Sunshine [Vocal Mix] - Lazy Action
4. Juice [Alex's Remix] - Deep B.
5. Tibet's Sun [Buddha Edit] - Biyaba
6. Return Home [Tee2 Remix] - Eli Kazah
7. Myati [Deep Sounds Edit] - Orleya
8. Mope Okerh [Soviet Remix] - Zoia Vitkovskaia
9. Into the Universe [Eternal Dub Mix] - Freedom Dub feat. Caroline Chrem
10. Kashmir Ju-Ju [Kevin's Abstract Mix] - First Street
11. Sanctis [Paul's Remix] - Le Griser
12. Ishtar [Original Mix] - São Vicente
13. Deep Stuff, Pt. 2 - Mariscal Foch
14. Miracle City [Overground Mix] - Love Reprise

### Buddha Sounds IIThe Arabic Dream(2003)
1. Sinsym Flight [Amanjena Mix] - Meloscience Corp.
2. Please Say Goodbye - Dew
3. Under the Sun [Original Mix] - Orleya
4. All My Dreams - Miss Hansen
5. The Love Supreme - Lila Liu feat. Djamal
6. Xanadu [Mamouinia Edit] - Desert Blend
7. Let Me Go - Eli Kazah
8. Nair - Dew
9. I'm Missing You [Still Missing Remix] - Uschi
10. Flash - Freedom Dub
11. A Special Gift [Mystic Mix] - Love Reprise
12. Why - Seoan
13. On Ledianói - Maia Krasnaia
14. Snow Desert - Speechless Project
15. Far from Paradise [Heaven Voices Mix] - Seoan
16. Out of My Life - Uschi

### Buddha Sounds IIIChill in Tibet(2003)
1. Beyond This Time [Landscape Mix] - feat. Ahy'o
2. In My World - feat. Dew (Oriental vocals by: Shankari Lasya)
3. If I Love You - feat. Uschi
4. Khandhalha [Alidi Remix] - feat. Amira Alaf
5. If We Are to Survive - feat. Lila Liu
6. All the Same [Tribe Beat Mix] - feat. Ahy'o
7. What Is Right? [Downtempo Remix] - feat. Kantik
8. To Shto Moio - feat. Maia Krasnaia
9. Thinking of You [Vocal Mix] - feat. Lila Liu
10. Eyes Closed - feat. Ahy'o
11. Some Days [Pangean Mix] - feat. Lila Liu
12. Shine One [Original Edit] - feat. Ahy'o
13. I Will Try - feat. Urselle
14. All I Need [Lovin' Mix] - feat. Lila Liu

### Buddha Sounds IVInner(2007)
1. Inner [Rajesh Mix]
2. Don't Blow Away - feat. Ahy'o
3. 14 KMS [Original Mix]
4. The Signs - feat. Uschi
5. Lucecita [Kenko Edit]
6. Mystery Of God - feat. Seoan
7. A Little More Light [Spice Dub] - feat. Ahy'o
8. Dakhenha - feat. Kantik & Shankari Lasya
9. Infralow [Sitartronix] - feat. Ahy'o
10. Research [Andalusi Mix] - feat. Ahy'o
11. Odna - feat. Maia Krasnaia
12. Nag Mandala [Introspective Tàlam]

### Buddha Sounds VNew Mantrams(2009)
1. Ganesha Sunset - feat. Kantik
2. You Know - feat. Ahy'o
3. Everything You Need [Drum & Dub]
4. Kiss You [Hindi Breaks] - feat. Ahy'o
5. Konark (Melapalayam & Rajesh Mix)
6. Open Your Eyes - feat. Maia Krasnaia
7. Time (Surise Mix) - feat. Ahy'o
8. Vinoba Road (Mantrams Beats)
9. Lucky Girl - feat. Ahy'o
10. Davay - feat. Maia Krasnaia
11. Bhubaneshwar (Rajesh Mix)
12. Ganesha Sunset (Minimal Sound)

### Buddha Sounds VIGuest in the Universe(2011)
1. Nederdsza [feat. Mitali Chinara]
2. Superficial [feat. Yana]
3. Cuando te vas [feat. Laura Peralta]
4. Don't Forget Me
5. Listen to Me [feat. Seoan & Yana]
6. Tonight
7. Funny Lover [feat. Yana & Seoan]
8. I See You [feat. Yana]
9. My Life [feat. Seoan]
10. Wish
11. The Last Meditation
12. Submeditation

## Premios
- "Buddha Sounds II" ha ganado los Premios Gardel en la categoría de Mejor Álbum de Música Electrónica.
- "New Mantrams" ha sido nominado para los Premios Gardel 2010 en la categoría de Mejor Álbum de Música Electrónica.